# Ugo Baglivo
(Ugo Baglivo dal carcere di Regina Coeli in Roma alla moglie, marzo 1944)
Ugo Baglivo (Alessano, 24 novembre 1910 – Roma, 24 marzo 1944) è stato un avvocato, politico e antifascista italiano, vittima dell'eccidio delle Fosse Ardeatine.

## Biografia
Fu avvocato, assistente universitario presso l'Università La Sapienza di Roma ed esponente del Partito d'Azione. La rivendicazione etica e culturale dei valori propri del liberalismo lo portò ad essere uno dei più giovani e dedicati esponenti della resistenza intellettuale italiana al fascismo. Morì trucidato dai nazisti alle Fosse Ardeatine, a Roma, il 24 marzo 1944.
Figlio di Salvatore, medico condotto di Alessano (ma originario di Tricase), e di Luisa Bregoli, casalinga, nato nella casa di via Storella, conseguì il diploma nel 1927 al liceo Palmieri di Lecce, e nello stesso anno dal paese natale si trasferì a Roma ove, completati gli studi superiori, frequentò la facoltà di Giurisprudenza del primo ateneo romano.
Ottenuta la laurea con il massimo dei voti a soli vent'anni, frequentò un corso di perfezionamento in Germania ed intraprese la carriera accademica, divenendo ben presto assistente universitario presso la Cattedra di Diritto Penale de La Sapienza.

### Antifascista
Insofferente all'autoritarismo e alle strutture oppressive del regime sviluppò precocemente idee antifasciste, dimostrando apertamente le proprie simpatie per il pensiero liberale del filosofo Guido De Ruggiero (Napoli, 1888 - Roma 1948), fondatore del Partito d'Azione.
Già nel 1935 fu denunciato da un collega accademico per "attività antinazionale"; non si lasciò tuttavia intimidire, continuando a manifestare la propria opposizione al regime fascista. Fu così allontanato dall'insegnamento e dal mondo accademico, arrestato e, nel 1938, condannato a tre anni di confino a Gioiosa Ionica (Reggio Calabria), ove però rimase per un solo anno. Per conseguenza della persecuzione politica, la famiglia Baglivo perse anche la concessione governativa di cui godeva nel Salento per la coltivazione del tabacco.
Tornato libero si dedicò all'esercizio dell'avvocatura e, rientrato a Roma, strinse i propri rapporti con esponenti antifascisti quali Guido Calogero e Carlo Concetti, per mezzo dei quali aderì al Partito d'Azione, formazione allora clandestina nei cui valori Baglivo vedeva meglio sintetizzati i propri ideali di giustizia sociale e libertà.
Verso la fine del 1941 sposò Iole Enrica Castagna e poco tempo dopo nacque la figlia Simona.

### Attività dopo l'armistizio
A seguito dell'arresto di Benito Mussolini il 25 luglio 1943 intensificò la propria attività politica, organizzando ed ampliando le reti antifasciste nella capitale.
In occasione dei drammatici scontri a fuoco scoppiati a Roma tra l'8 e il 10 settembre 1943, armato solo di una bandiera tricolore, si prodigò tra Trastevere e Porta San Paolo nell'organizzazione di formazioni volontarie da affiancare alle truppe del Regio Esercito che lottavano contro le forze d'occupazione tedesche a difesa della capitale.
Entrato quindi nelle file della Resistenza, fu responsabile della 1ª zona di Roma delle formazioni Giustizia e Libertà, impegnandosi nella raccolta e distribuzione di finanziamenti e di armi e nella diffusione della stampa clandestina, oltre a partecipare allo sviluppo di piani di sabotaggio ai danni dell'occupante tedesco.
Il 3 marzo 1944 fu arrestato da membri della Banda Koch insieme ai due compagni di lotta ed amici avvocati Giuseppe Medas e Donato Bendicenti e con loro rinchiuso nella Pensione Oltremare e successivamente al carcere di Regina Coeli. La mattina del 24 marzo 1944, essendo stato incluso nell'elenco di reclusi da fucilare preparato dal questore fascista Caruso e consegnato al comandante della Gestapo di Roma Herbert Kappler, fu informato dell'incombente e mostruosa rappresaglia preparata dai nazisti in risposta all'Attentato di via Rasella. Rifiutò una possibilità di fuga per restare accanto ai compagni azionisti e fu trucidato poco più tardi alle Fosse Ardeatine assieme, tra gli altri, a Donato Bendicenti e Giuseppe Medas.